# Diplopteroides longipinna
Diplopteroides longipinna is een hydroïdpoliep uit de familie Halopterididae. De poliep komt uit het geslacht Diplopteroides. Diplopteroides longipinna werd in 1900 voor het eerst wetenschappelijk beschreven door Nutting. 